# Länsväg 222
Länsväg 222 går mellan Stockholm och Stavsnäs i Stockholms län. Vägen börjar vid Slussen i Stockholm. Den kallas Värmdöleden från gränsen mellan Stockholm och Nacka fram till Mölnvik, och fortsätter därefter via Strömma till Stavsnäs. Vägen är motorväg mellan Lugnet och trafikplats Mölnvik, förutom över Farstabron som är motortrafikled (2+1) eftersom den är för smal för fyra körfält och saknar mitträcke. Sträckan mellan Mölnvik och Ålstäket, en del av Skärgårdsvägen, är sedan 2006 trefältsväg med reversibelt mittfält. Därefter är resten av vägen landsväg och går under namnet Stavsnäsvägen. Vägen slutar i en vändplats på kajen i Stavsnäs vinterhamn, där det finns parkeringsmöjligheter.
Länsväg 222 ansluter i västlig riktning till riksväg 75 (Södra länken) strax öster om Lugnet. Tidigare länsväg 228 (Saltsjöbadsleden) går mellan 222:an vid Nacka Centrum och Fisksätra som motorväg.

## Historik

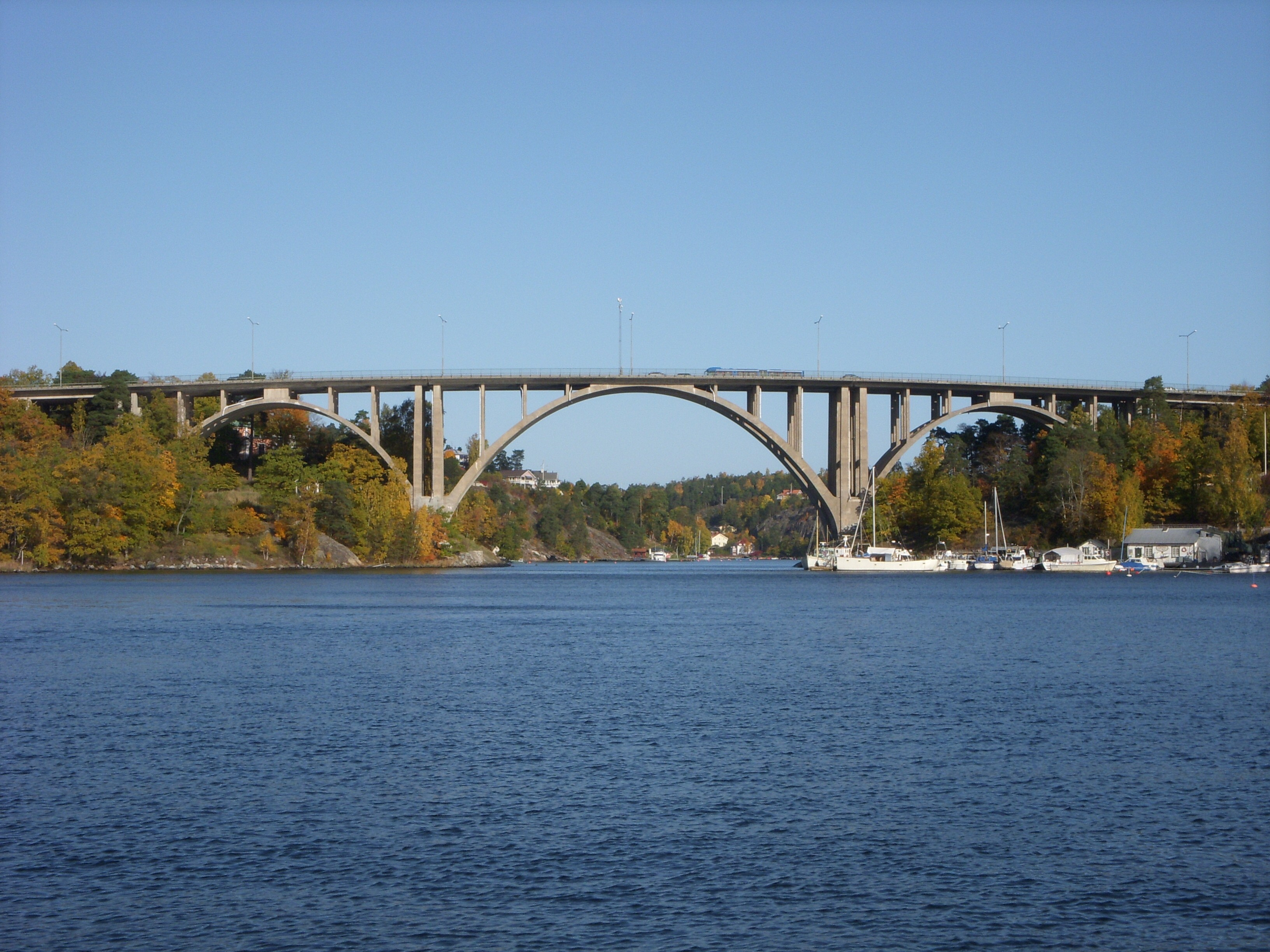
Skurubron, 2008.

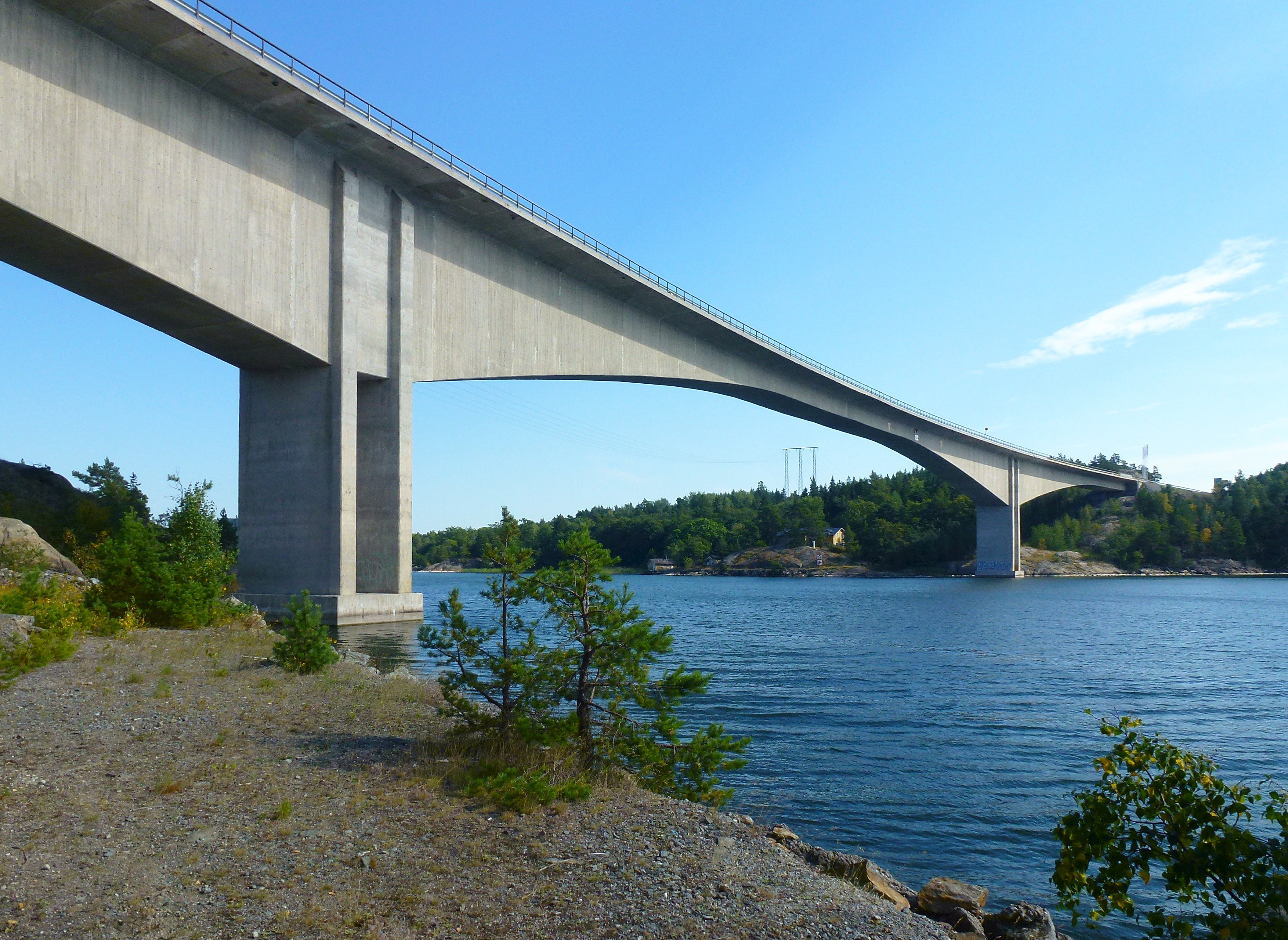
Farstabron, 2015.

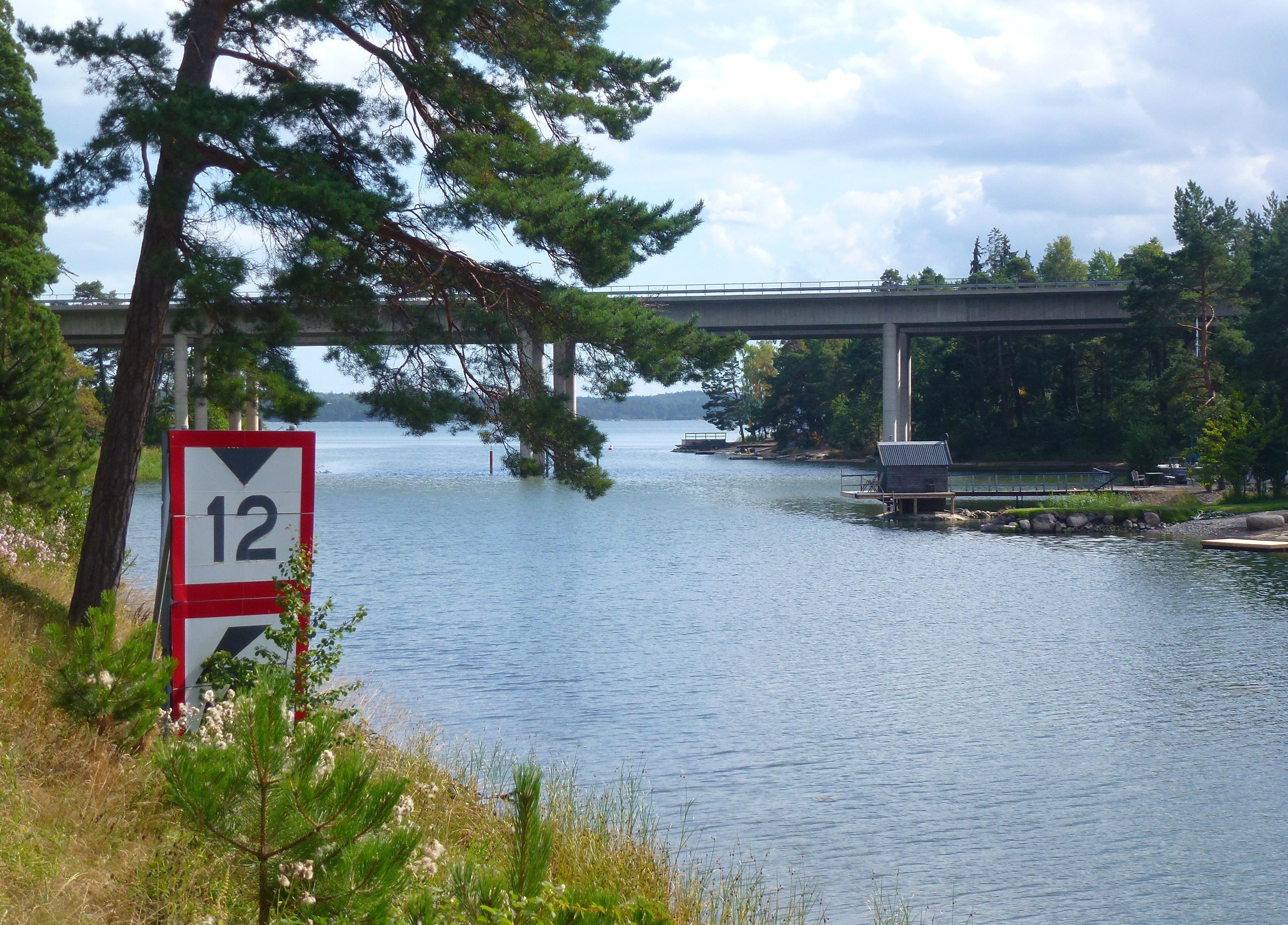
Kilsbron, 2015.

### Beslutsprocess för motorvägen Sickla-Skuru
Redan i början av 1930-talet fanns det önskemål om att man borde avlasta Värmdövägen genom att bygga en helt ny väg. Den som ansvarade för frågan var Svartlösa Härads Väghållningsdistrikt, men där var man inte så intresserad. Dessa beslöt istället 1932 att Värmdövägen skulle läggas om och breddas.
År 1942 förordade Länsstyrelsen att en arbetsplan skulle utarbetas för en ny väg mellan Sickla Bro och Skurubron. Arbetsplanen togs fram av Fredrik Bachmans Ingenjörsbyrå. Som namn på denna väg användes Regionplanevägen. På grund av att vägväsendet förstatligades samma år så hände dock ingenting mer förrän hösten 1943. 1946 började Nacka landskommun att ta fram en generalplan för Sicklaön, och i den ingick även frågan om en ny väg. 
I april 1950 hölls ett viktigt möte där två förslag presenterades:
- Ett förslag hade tagits fram av vägkonsulten Fredrik Bachman på uppdrag av Nacka stad och länsstyrelsen. Förslaget innebär att en väg skulle dras fram ganska centralt över Sicklaön på sträckan Svindersvik – Skvaltan. Alternativet kallades "Huvudförslag – F. Bachman".
- Det andra förslaget hade tagits fram av arkitekten Sune Lindström, som hade tagit fram Nackas generalplan. Alternativet innebar att vägen lades i en nordligare sträckning än det första förslaget. Förslaget fick namnet "Alternativförslag – Arkitekt Lindström".

Vilket förslag som skulle väljas var en svår nöt att knäcka. Den 20 juni 1955 antog dock stadsfullmäktige i Nacka en rapport från sin byggnadschef Roland Norberg som innebär att man godkände den centrala sträckningen. Arbetet fortsatte. Finansieringen var ännu inte löst. 1960 kom det dock indikationer på att statliga bidrag skulle beviljas om bara alla planer slutfördes. Under 1960 och 1961 hölls det första mötena med berörda markägare som fick lämna synpunkter och önskemål. Detta medförde bland annat att sträckningen vid Skogalund och Ektorp ändrades så att många villaägare i Ektorp kom att få vägen rakt över sina hus. Arbetsplanen godkändes av Väg- och vattenbyggnadsstyrelsen den 29 december 1962.
Den 20 februari 1963 beslutades även att Värmdöleden skulle bli en helstatlig väg vilket innebar att Nacka inte behövde bidra med finansieringen. Motorvägssträckan började byggas 1965 och var då mycket efterlängtad. Den första etappen, Skuru-Vikdalen invigdes i december 1968. Den andra etappen Vikdalen-Lugnet invigdes den 19 oktober 1972.

### Övrig historik
Vägen hette från 1962 till 1985 riksväg 74 (gick Årsta-Ålstäket), men degraderades till länsväg eftersom den mest används till lokala resor. Vägen Stockholm-Gustavsberg hette länshuvudväg 152 före 1962.
Skurubron uppfördes 1915. Man valde att bygga en parallell likadan bro, klar 1957, för att få fyra körfält (2+2). År 2023 leddes Länsväg 222 om på en nybyggd bro som kunde klassas som motorväg.
Motorvägen öster om Skurubron till Lännersta invigdes den 3 juli 1975 av landshövding Hjalmar Mehr. Motorvägen Lännersta-Insjön började trafikeras i december 1978. Motortrafikleden Insjön-Mölnvik invigdes 1985.
I samband med att Södra länken öppnades ändrades länsväg 222:s sträckning till att gå från trafikplats Centralbron via Stadsgården till trafikplats Lugnet, istället för den tidigare sträckningen från trafikplats Johanneshov via Hammarby fabriksväg till Lugnet. Den nya sträckningen var tidigare en del av länsväg 260.

## Bilder

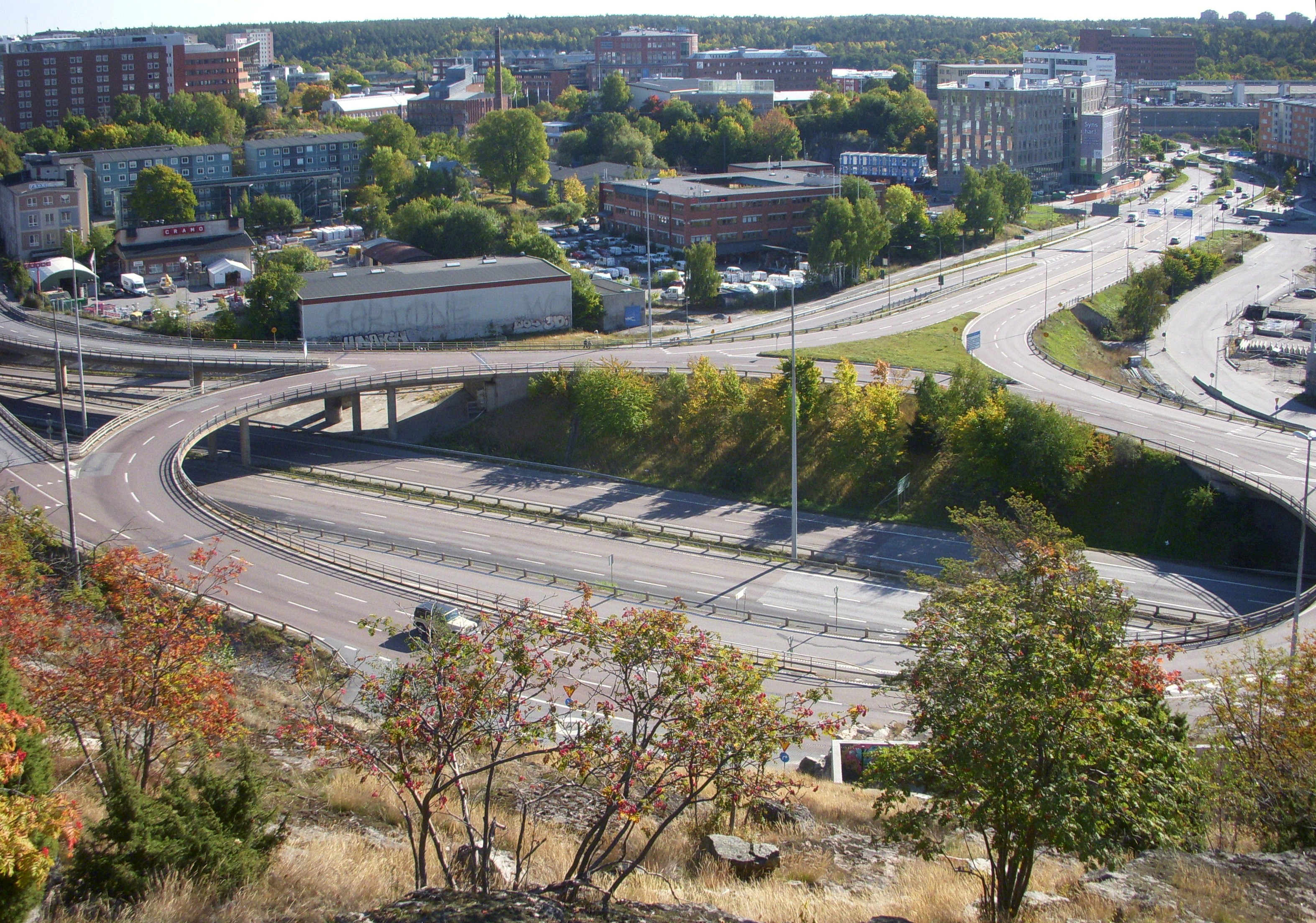
Trafikplats Lugnet.
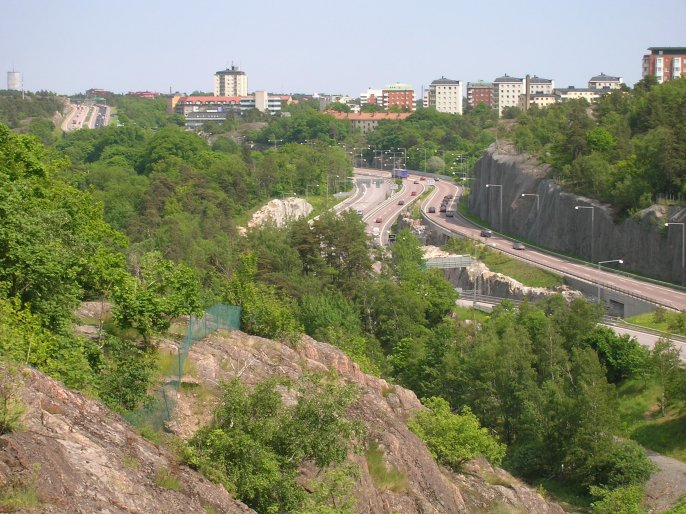
Värmdöleden vid Alphyddan.
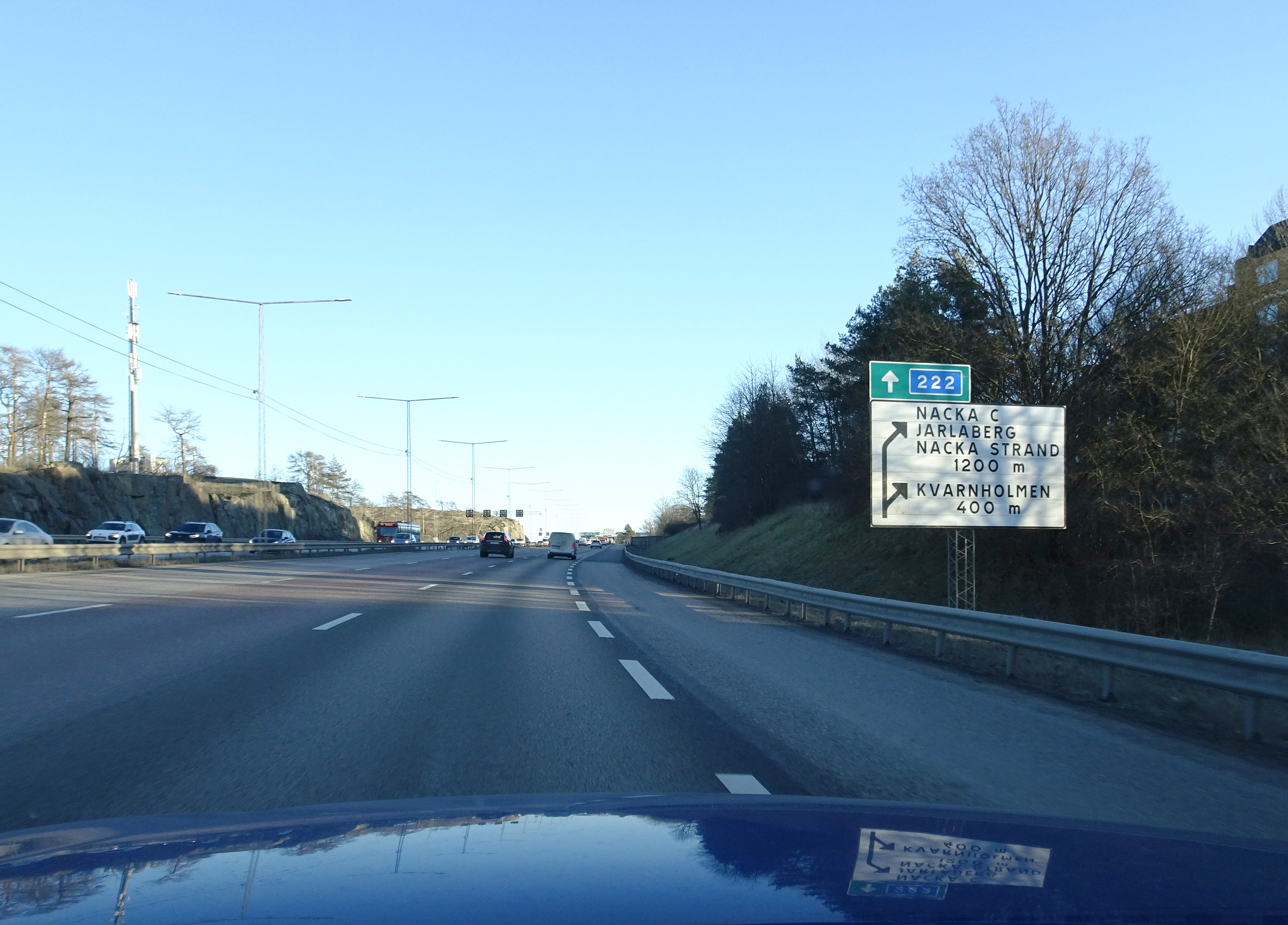
Österut efter Södra länkentunneln.
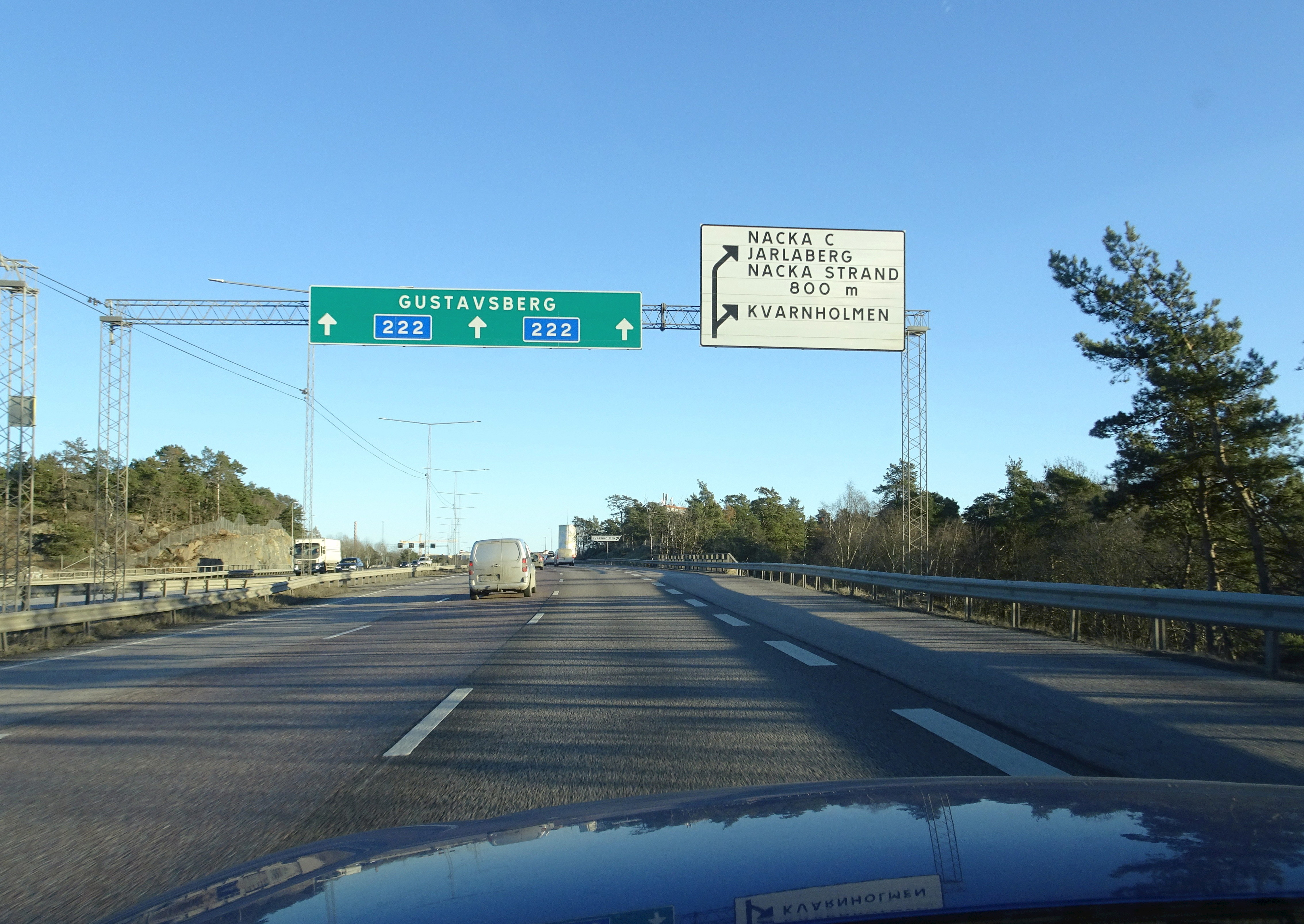
Österut före trafikplatserna Kvarnholmen och Nacka.
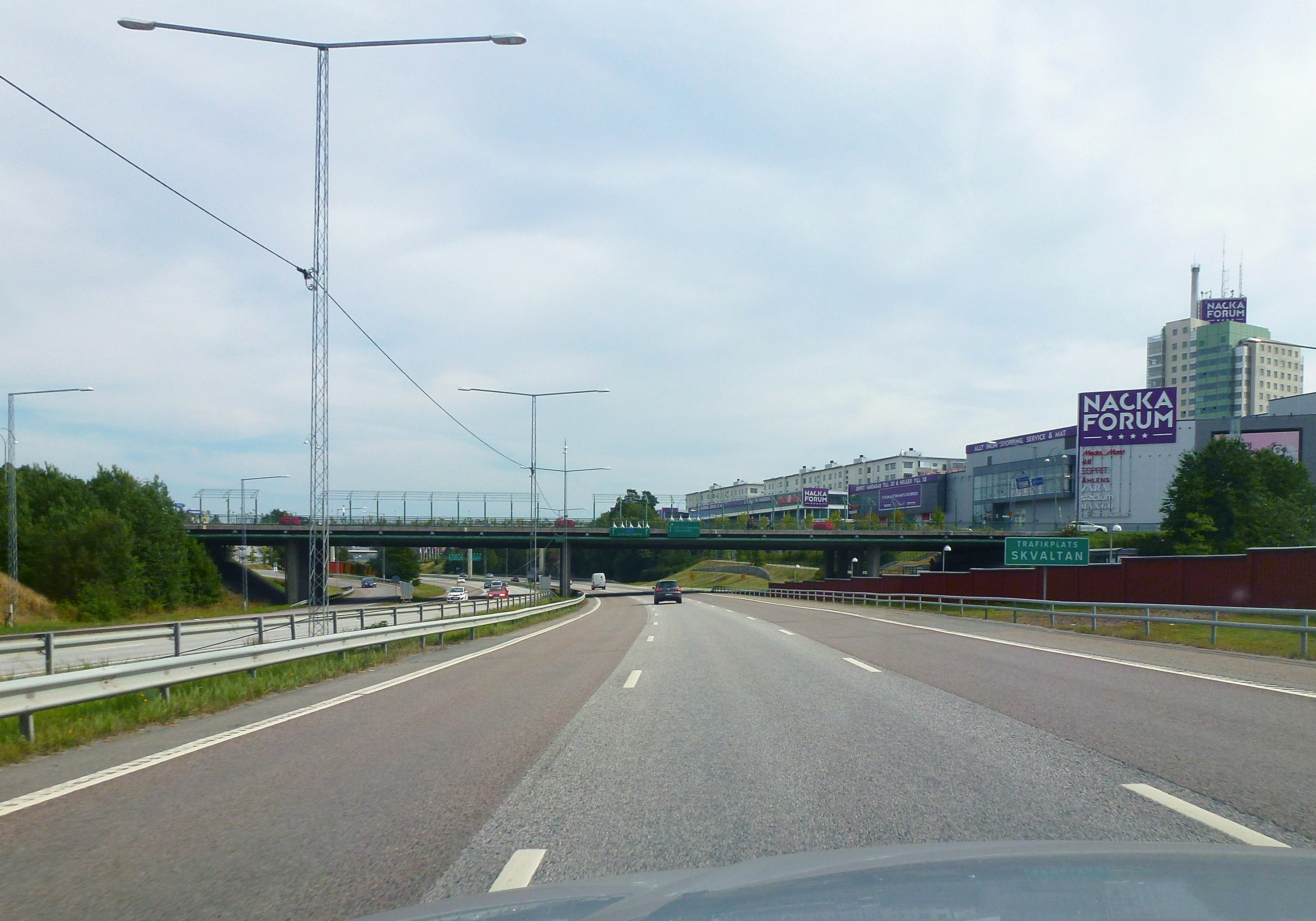
Österut vid trafikplats Svaltan.
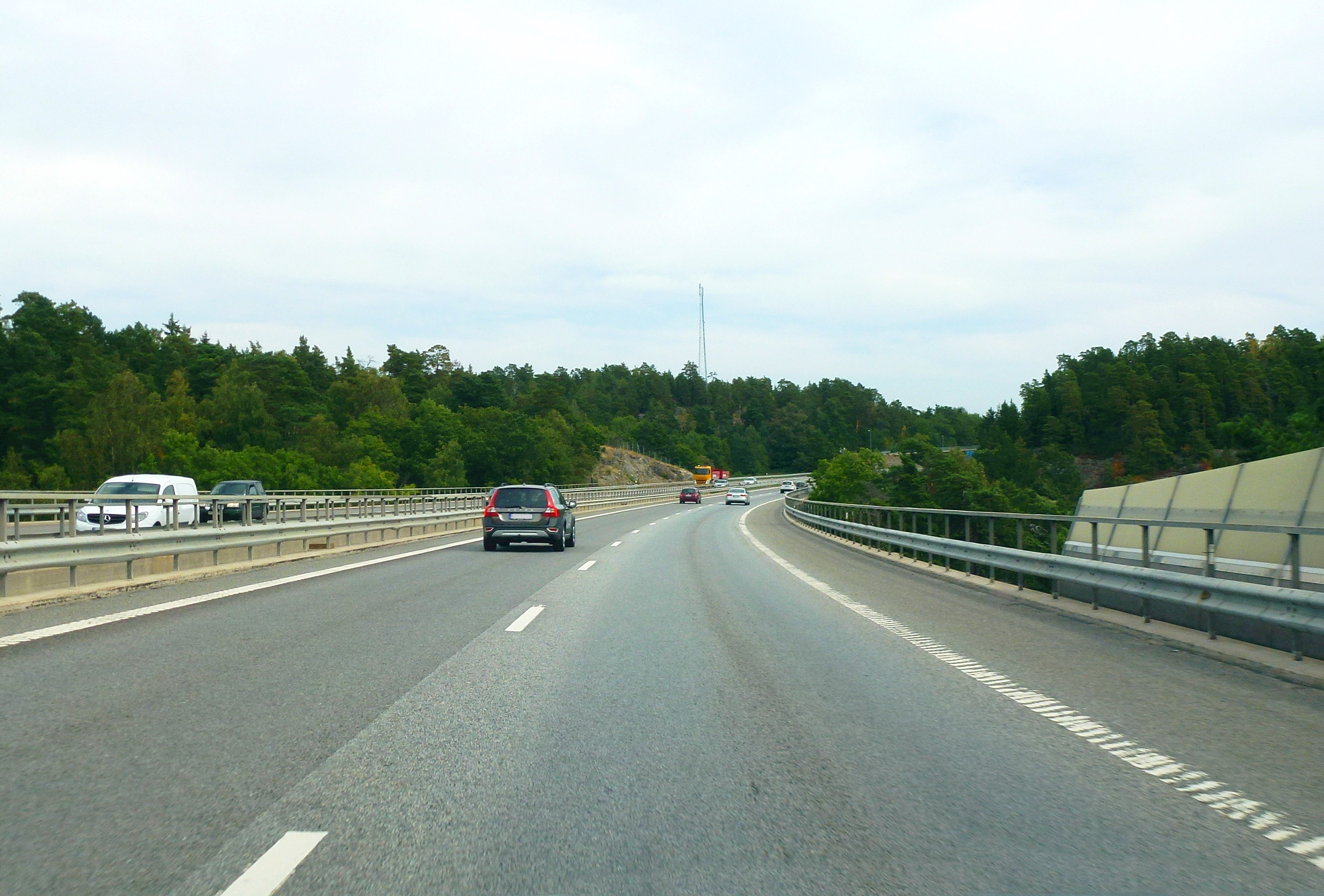
Österut på Kilsbron.
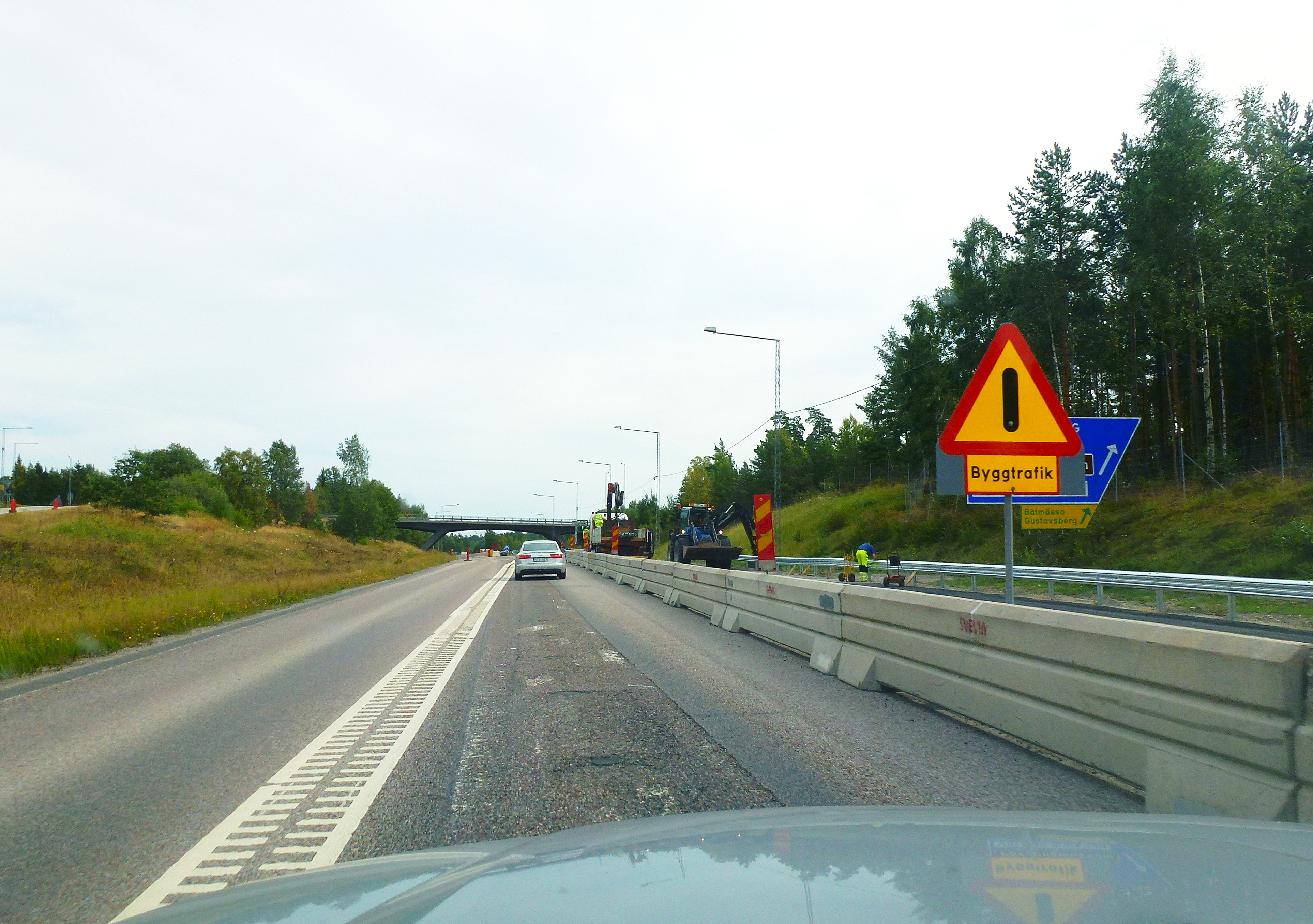
Vägen breddas till motorväg vid trafikplats Gustavsberg.
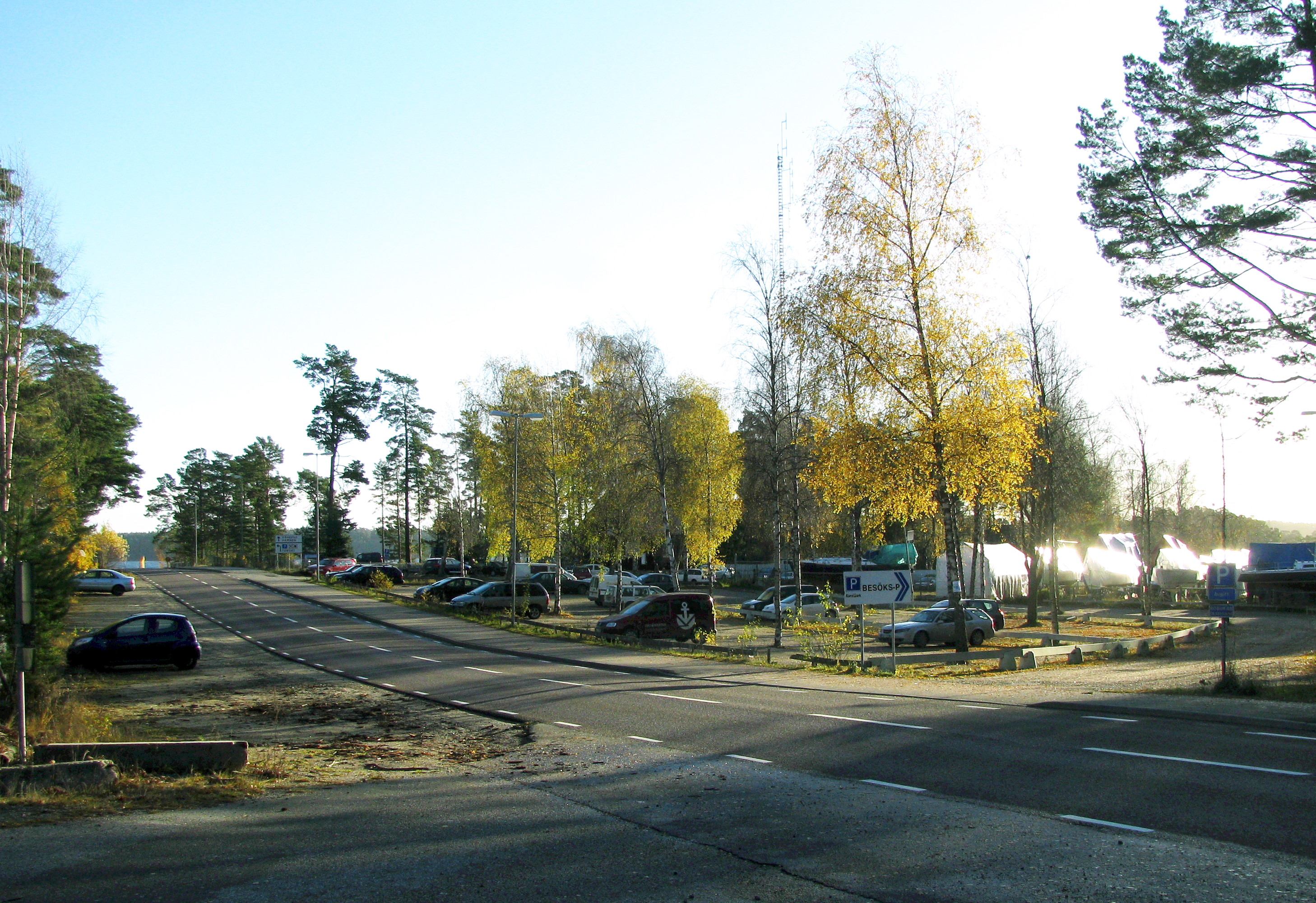
Väg 222 i Stavsnäs.

## Vägstandard
| Delsträcka                            | Delsträcka                            | Avstånd | Hastighet | Vägstandard                                          |
| ------------------------------------- | ------------------------------------- | ------- | --------- | ---------------------------------------------------- |
| Stockholm Slussen                     | Nacka Trafikplats Lugnet              | 3 km    |           | Stadsgata.                                           |
| Nacka Trafikplats Lugnet              | Nacka Trafikplats Skuru               | 6 km    |           | Motorväg (3+3) 70 km/h genom trafikplats Lugnet.     |
| Nacka Trafikplats Skuru               | Boo Trafikplats Björknäs              | 1 km    |           | 2+2-väg. Skurubron.                                  |
| Boo Trafikplats Björknäs              | Boo Trafikplats Orminge               | 2 km    |           | Motorväg (2+2)                                       |
| Boo Trafikplats Orminge               | Gustavsberg Cirkulationsplats Mölnvik | 12 km   |           | Motorväg (2+2) Motortrafikled (2+1) över Farstabron. |
| Gustavsberg Cirkulationsplats Mölnvik | Ålstäket Cirkulationsplats Ålstäket   | 2 km    |           | Trefältsväg med reversibelt körfält.                 |
| Ålstäket Cirkulationsplats Ålstäket   | Barnvik                               | 14 km   |           | Landsväg. 50 km/h genom Strömma.                     |
| Barnvik                               | Stavsnäs                              | 2 km    |           | Landsväg.                                            |

## Trafikplatser
|                                                         | Nr | Namn                    | Skyltning |
| ------------------------------------------------------- | -- | ----------------------- | --- |
|                                                         |    |                         | E4N/E20N Centrum (E4.25)                                                                                     |
|                                                         |    | Slussen                 | Gamla stan, Munkbron, Skeppsbron                                                                             |
|                                                         |    |                         | Finland |
|                                                         |    | Stadsgården             | Finland (Viking Line) Tegelvikshamnen                                                                        |
|                                                         |    | Folkungagatan           | Medborgarplatsen                                                                                             |
|                                                         |    |                         | Fåfängan |
|                                                         |    | Trängselskatt           | upp till 20 kr                                                                                               |
|                                                         |    | Danviksbron             | över Hammarbykanalen, öppningsbar                                                                            |
|                                                         |    | Henriksdal              | Kvarnholmen, Henriksdal, Danviken, Danviksklippan, Lugnet                                                    |
| Motorväg (Trafikplats Lugnet – Trafikplats Skuru)       |    |                         | |
|                                                         |    | Trafikplats Lugnet      | 260 Älta, Sickla                                                                                             |
|                                                         | 7  | Trafikplats Alphyddan   | E4 E20 75 (Södra länken) Årsta, 73, Nynäshamn , 260 (endast till/från Värmdö)                                |
|                                                         |    | Trafikplats Kvarnholmen | Kvarnholmen                                                                                                  |
|                                                         |    | Trafikplats Nacka       | Nacka Forum, Nacka Strand, Jarlaberg, Järla (endast till/från Stockholm) (busshållplats "Nacka trafikplats") |
|                                                         |    | Trafikplats Skvaltan    | Saltsjöbadsleden Fisksätra, Saltsjöbaden                                                                     |
|                                                         |    | Trafikplats Skogalund   | Nacka C, Skogalund, Storängen (endast till/från Värmdö)                                                      |
|                                                         |    | Trafikplats Skuru       | Skuru |
| Fyrfältsväg (Trafikplats Skuru – Trafikplats Björknäs)  |    |                         | |
|                                                         |    | Skurubron               | över Skurusundet                                                                                             |
|                                                         |    | Trafikplats Björknäs    | Björknäs, Lokalslinga Ö (endast till/från Stockholm)                                                         |
| Motorväg (Trafikplats Björknäs – Trafikplats Mölnvik)   |    |                         | |
|                                                         |    | Trafikplats Orminge     | Orminge, Lännersta (Björknäs)                                                                                |
|                                                         |    | Kilsbron                | över Kilsviken                                                                                               |
|                                                         |    | Trafikplats Insjön      | Insjön, Kummelnäs                                                                                            |
|                                                         |    | Farstabron              | över Farstaviken (skyltad som Motortrafikled)                                                                |
|                                                         |    | Trafikplats Hålludden   | Hålludden (endast till/från Stockholm)                                                                       |
|                                                         |    | Trafikplats Gustavsberg | Gustavsberg, Ingarö, Värmdö Marknad                                                                          |
|                                                         |    | Trafikplats Mölnvik     | Gustavsberg                                                                                                  |
| Landsväg (tre körfält) (Trafikplats Mölnvik – Ålstäket) |    |                         | |
|                                                         |    | Svanstensrondellen      | Grisslinge Havsbad                                                                                           |
|                                                         |    | Ålstäket                | 274 Åkersberga Vaxholm                                                                                       |
| Landsväg (två körfält) (Ålstäket – Stavsnäs)            |    |                         | |
|                                                         |    |                         | över Strömma kanal, öppningsbar                                                                              |

Vägen slutar i en vändplats på kajen i Stavsnäs vinterhamn, där det finns parkeringsmöjligheter.